# 이와키역 (후쿠시마현)
이와키역(일본어: いわき駅, いわきえき)은 일본 후쿠시마현 이와키시 타이라 지구에 있는 동일본 여객철도의 철도역이다.

## 개요
이와키시에서 가장 규모가 큰 철도역으로, 원래의 이름은 다이라역(일본어: 平駅)이었다. 이와키 시는 여러 시정촌이 합병하여 만든 시인데, 1966년에 모두 합병되기 전에 지금의 이와키 역이 있었던 곳이 '다이라 시'였기 때문이다. 그 후로 1994년 12월 3일에 이와키 시 측의 요청으로 지금의 '이와키 역'으로 이름이 바뀌었다.
후쿠시마현 하마도리 지역에서 나카도리 지역, 미야기현, 이바라키현의 삼면을 연결하는 거점이되는 역이며, 하마도리에서 가장 큰 역이다. 역 북쪽 출구 옆에는 "용성"(龍城)이라고도 불리는 이와키타이라 성의 토루가 솟아 있으며, 다이라 시 시절부터 이 역 주변은 이 지역의 행정과 상업의 중심지가 되고 있다.
이와키 역에서는 동일본 여객철도의 조반선과 반에쓰토선을 이용할 수 있다. 이와키 역은 조반선의 운행 계통이 달라지는 곳 중 하나로, 후쿠시마 제1 원자력 발전소 사고 이후 선로가 끊어져 소마 · 센다이 방면으로의 특급 열차의 운행이 불가능하게 되어, 특급열차는 이 역에서 시종착 하고 있다. 2013년 현재도 우에노역으로 가는 특급 '히타치'와 쾌속 도키로유메카이도열차가 이 곳에서 시종착한다. 또한 후쿠시마 사고 전후를 아울러 대부분의 보통 열차도 이와키 역에서 시종착한다. 이 역 북쪽으로 도미오카역까지 갈 수 있다.
한편 반에쓰토선은 이와키 역이 기점이다. 고리야마역까지 전 구간을 달리는 열차도 있지만 오가와고역이나 오노니마치 역까지만 운행하는 열차도 있다. 하지만 반에쓰토선은 전형적인 로컬선으로, 열차 운행이 뜸하여 배차간격이 5시간도 넘게 떨어져 있기도 하다.

## 역 구조
섬식 3면 6선 구조의 지상역이다. 선상역사를 운영하고 있다. 조반선에서는 가장 중요한 역의 하나이며, 이와키 역을 경계로하여 남쪽은 복선 구간, 북쪽은 단선 구간이다.
초록 창구를 오전 5시 40분부터 오후 9시 30분까지 운영하고 있다. 스이카 및 제휴 교통카드의 사용이 가능하다.
이 노선은 2011년 3월 11일 후쿠시마 사고 후의 노선이다. 후쿠시마 사고 전의 3번 ~ 5호번는 하라노마치・센다이 방면의 열차가 운행되고 있었다.

### 승강장
| 1·2·3 | ■ 조반선             | 상행 | 타카하기 · 히타치 · 미토 · 쓰치우라 · 우에노 · 오야마 방면 |                                |
| 1·2·3 | ■ 조반선 특급 히타치 | 상행 | 히타치 · 미토 · 우에노 · 도쿄 · 시나가와 방면              |                                |
| 3·4   | ■ 조반선             | 하행 | 히사노하마 · 도미오카 방면                                 |                                |
| 5     | ■ 조반선             | 하행 | 히사노하마 · 도미오카 방면                                 |                                |
| 5     | ■ 조반선             | 상행 | 타카하기 · 히타치 · 미토 · 쓰치우라 · 우에노 · 오야마 방면 |                                |
| 5     | ■ 조반선 특급 히타치 | 상행 | 히타치 · 미토 · 우에노 · 도쿄 · 시나가와 방면              |                                |
| 5     | ■ 반에쓰토선         |      | 오가와고 · 오노니마치 · 고리야마 방면                      | 임시쾌속 "아부쿠마" 호만 사용. |
| 6     | ■ 반에쓰토선         |      | 오가와고 · 오노니마치 · 고리야마 방면                      |                                |

## 역 주변과 관광지
- 이와키시정부
- 이와키 시 립미술관
- 이와키 시 문화센터
- 이와키타이라 성터 (용성터)
- 이이노다이라 성터 (오다테 성터)
- 이이노 하치만 궁
- 마쓰가오카 공원
- 동일본 국제 대학, 이와키 단기대학, 이와키 메이세이 대학
- 이와키 타이라 경륜장

## 역사
- 1897년 2월 25일 - 일본 철도의 역으로 개업했다. 당시 역이름은 "타이라"였다.
- 1906년 11월 1일 - 국유화에 따라 일본국유철도의 소속이 되었다.
- 1973년 - 역 건물 "양양"개업.
- 1987년 4월 1일 - 민영화에 따라 동일본 여객철도의 소속이 되었다.
- 1994년 12월 3일 - 이와키 시정부의 요청으로 역이름이 "이와키"로 바뀌었다.
- 2007년 9월 30일 - 역 건물 "양양"폐업.
- 2009년 3월 14일 - 스이카의 사용이 개시되었다. 이와키 역은 조반선 내에서 스이카를 사용할 수 있는 최북단역이다.

## 인접역
| 동일본 여객철도 조반선     | 동일본 여객철도 조반선 | 동일본 여객철도 조반선 |
| -------------------------- | ---------------------- | ---------------------- |
| 우치고 미토 방면           | ■ 조반선               | 구사노 도미오카 방면   |
| 동일본 여객철도 반에쓰토선 |                        |                        |
| 시·종착역                  | ■ 반에쓰토선           | 아카이 고리야마 방면   |